# (671) Carnegia
(671) Carnegia ist ein Asteroid des Hauptgürtels, den Johann Palisa am 21. September 1908 in Wien entdeckte.
Der Asteroid ist nach dem Philanthropen Andrew Carnegie benannt.